# Rhaphuma sexnotata
Rhaphuma sexnotata är en skalbaggsart som beskrevs av Louis Alexandre Auguste Chevrolat 1863. Rhaphuma sexnotata ingår i släktet Rhaphuma och familjen långhorningar. Inga underarter finns listade i Catalogue of Life.